# Lac des Truites
Der Lac des Truites, auch Lac du Forlet (elsässisch Forlenweier, auf Welche reïf tou blan, deutsch Forellensee), ist mit 1066 m Höhe der höchstgelegene See in den Vogesen. 
Der etwa 250 Meter lange und etwa halb so breite See auf dem Gebiet der Gemeinde Soultzeren ist ein Gletschersee, umgeben von steilen Hängen, die bis zu 1303 Metern ansteigen (Gazon du Faing). 
Von der Fürstabtei Murbach wurde der kleine See als Forellenteich genutzt. Wie die meisten der kleinen Gletscherseen der Vogesen ist er auf seiner Ostseite mit einer Schwergewichtsstaumauer versehen, die von 1835 bis 1837 errichtet und 1890 verstärkt wurde. Die Dammkrone ist 10 Meter breit und 130 Meter lang.